# Stor-Sjouten
Stor-Sjouten (även Stora Sjougden, sydsamiska: Sjeavhta) är en sjö i Strömsunds kommun i Jämtland och ingår i Ångermanälvens huvudavrinningsområde. Sjön är 33 meter djup, har en yta på 30,4 kvadratkilometer och befinner sig 452 meter över havet. Sjön avvattnas av vattendraget Bäverån. Vid provfiske har röding och öring fångats i sjön.
Vid sjöns strand ligger byarna Sjoutnäset, Inviken, Nyhem och Hovde.
Sjön är reglerad för vattenkraftsändamål nedströms i Fjällsjöälven.

## Delavrinningsområde
Stor-Sjouten ingår i delavrinningsområde (716353-146203) som SMHI kallar för Utloppet av Stor-Sjouten. Medelhöjden är 496 meter över havet och ytan är 82,07 kvadratkilometer. Räknas de 131 avrinningsområdena uppströms in blir den ackumulerade arean 612,52 kvadratkilometer. Sjoutälven som avvattnar avrinningsområdet har biflödesordning 3, vilket innebär att vattnet flödar genom totalt 3 vattendrag innan det når havet efter 269 kilometer. Avrinningsområdet består mestadels av skog (59 procent). Avrinningsområdet har 30,51 kvadratkilometer vattenytor vilket ger det en sjöprocent på 37,1 procent.